# تراکنش مالی
تراکنش مالی یا معامله توافق، ارتباط، یا حرکتی است که بین خریدار و فروشنده برای تبادل یک دارایی یا پول نقد صورت می‌گیرد. تراکنش مالی با تغییر در وضعیت مالی دو یا چند بنگاه یا فرد سروکار دارد. خریدار و فروشنده، شخصیت‌ها یا اشیای جداگانه‌ای هستند که بیشتر با تبادل اقلام با ارزش، همچون اطلاعات، کالا، خدمات، و پول سروکار دارند. حتی اگر کالا در یک زمان و پول در زمانی دیگر مبادله شود نیز همچنان بدان معامله می‌گویند. این گونه معامله، معاملهٔ دوبخشی یاد می‌شود که بخش نخست دادن پول و بخش دوم دریافت کالا است.
اساس معامله بر روراستی فروشنده و خریدار است؛ اما گاه شخص سومی با اطلاع فروشنده، بدون قصد خرید برای افزودن رغبت دیگری و فریب خوردنش، قیمت را زیاد می‌کند.